# Olympische Winterspiele 1964/Teilnehmer (Jugoslawien)
| Gelbes Symbol für Goldmedaillen mit stilisierten Olympischen Ringen | Graues Symbol für Silbermedaillen mit stilisierten Olympischen Ringen | Braundes Symbol für Bronzemedaillen mit stilisierten Olympischen Ringen |
| ------------------------------------------------------------------- | --------------------------------------------------------------------- | ----------------------------------------------------------------------- |
| —                                                                   | —                                                                     | —                                                                       |

Jugoslawien nahm an den IX. Olympischen Winterspielen 1964 im österreichischen Innsbruck mit einer Delegation von 31 Athleten in vier Disziplinen teil, davon 29 Männer und 2 Frauen. Ein Medaillengewinn gelang keinem der Athleten.

## Teilnehmer nach Sportarten

### Eishockey
Männer
| - Aleksandar Anđelić - Miroljub Ðorđević - Albin Felc - Anton Jože Gale - Mirko Holbus - Bogo Jan - Ivo Jan - Marijan Kristan - Miran Krmelj | - Igor Radin - Ivo Ratej - Viktor Ravnik - Boris Renaud - Rašid Šemšedinović - Franc Smolej - Viktor Tišler - Vinko Valentar |

- 14. Platz

### Ski Alpin
Männer
- Fric Detiček
Abfahrt: 51. Platz (2:36,54 min)
Riesenslalom: 50. Platz (2:11,76 min)
Slalom: im Vorlauf ausgeschieden

- Andrej Klinar
Abfahrt: 55. Platz (2:39,79 min)
Riesenslalom: 45. Platz (2:10,18 min)
Slalom: im Vorlauf ausgeschieden

- Peter Lakota
Abfahrt: 29. Platz (2:27,82 min)
Riesenslalom: 33. Platz (2:00,98 min)
Slalom: 32. Platz (2:26,24 min)

- Oto Pustoslemšek
Abfahrt: 62. Platz (2:44,77 min)
Riesenslalom: 67. Platz (2:22,46 min)
Slalom: im Vorlauf ausgeschieden

Frauen
- Majda Ankele
Abfahrt: 33. Platz (2:04,46 min)
Riesenslalom: 25. Platz (2:01,81 min)
Slalom: 23. Platz (1:50,98 min)

- Krista Fanedl
Abfahrt: 31. Platz (2:04,22 min)
Riesenslalom: 37. Platz (2:10,76 min)
Slalom: im Vorlauf ausgeschieden

### Skilanglauf
Männer
- Mirko Bavče
15 km: Rennen nicht beendet
4 × 10 km Staffel: 12. Platz (2:37:30,6 h)

- Janko Kobentar
15 km: 60. Platz (1:01:14,6 h)
30 km: 50. Platz (1:45:04,7 h)
4 × 10 km Staffel: 12. Platz (2:37:30,6 h)

- Cveto Pavčič
15 km: 50. Platz (58:21,0 min)
30 km: 44. Platz (1:42:44,0 h)
4 × 10 km Staffel: 12. Platz (2:37:30,6 h)

- Roman Seljak
15 km: 46. Platz (57:30,0 min)
30 km: 45. Platz (1:42:44,4 h)
4 × 10 km Staffel: 12. Platz (2:37:30,6 h)

### Skispringen
- Peter Eržen
Normalschanze: 50. Platz (174,3)
Großschanze: 39. Platz (181,4)

- Božo Jemc
Normalschanze: 49. Platz (176,3)
Großschanze: 40. Platz (180,9)

- Miro Oman
Normalschanze: 47. Platz (180,9)
Großschanze: 36. Platz (185,5)

- Ludvik Zajc
Normalschanze: 39. Platz (191,2)
Großschanze: 42. Platz (180,1)